# Туберария
Туберария (лат. Tuberaria) — род однолетних или многолетних растений семейства ладанниковых (Cistaceae). Представители рода произрастают в Западной и Южной Европе; на сухих каменистых участках, часто недалеко от моря.

## Описание
Листья располагаются в розетке у основания растения, а затем супротивными парами вверх по стеблю; они простые овальные, длиной 2–5 см и шириной 1–2 см. Цветки диаметром 2–5 см, с пятью лепестками, жёлтые, с красным пятном у основания каждого лепестка, причем красное пятно служит «мишенью» для насекомых-опылителей.
Виды Tuberaria используются в качестве пищевых растений личинками некоторых видов чешуйчатокрылых (Lepidoptera), включая носителей Coleophora — C. confluella (зарегистрировано на T. guttata) и C. helianthemella (зарегистрировано на T. lignosa).

## Виды
Род включает 12 видов:
- Tuberaria acuminata (Viv.) Grosser
- Tuberaria brevipes (Boiss. & Reut.) Willk.
- Tuberaria bupleurifolia (Lam.) Willk.
- Tuberaria echioides (Lam.) Willk.
- Tuberaria globulariifolia (Lam.) Willk.
- Tuberaria guttata (L.) Fourr.
- Tuberaria lignosa (Sweet) Samp.
- Tuberaria macrosepala (Coss.) Willk.
- Tuberaria major (Willk.) P.Silva & Rozeira
- Tuberaria plantaginea (Willd.) M.J.Gallego
- Tuberaria praecox (Salzm. ex Boiss. & Reut.) Grosser
- Tuberaria villosissima (Pomel) Grosser